# Erlenmeyerkolv

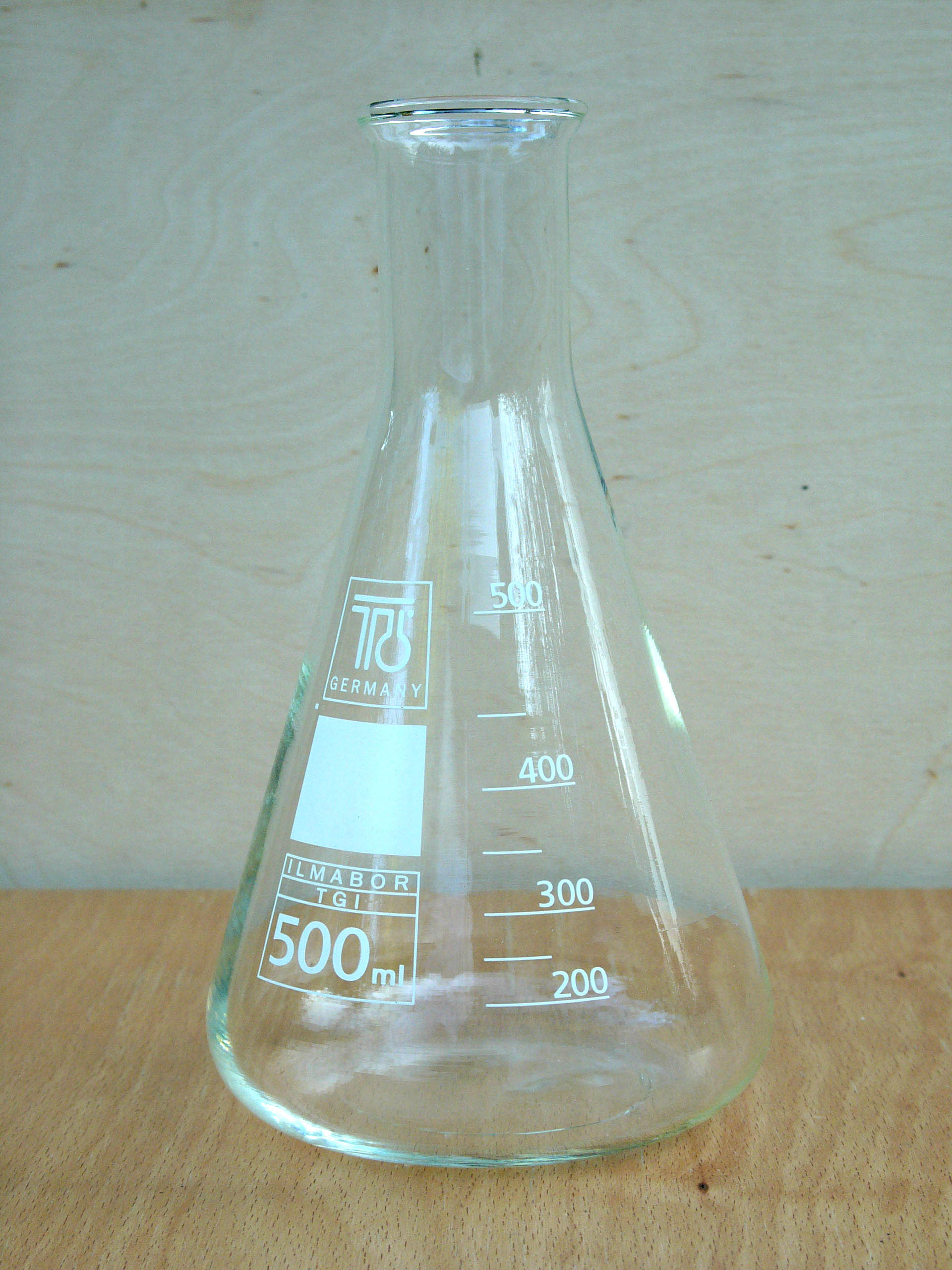
Erlenmeyerkolv.

Erlenmeyerkolven, ofta förkortat E-kolv, är en konformad flaska som uppfanns av Emil Erlenmeyer år 1861.
Fördelarna med en Erlenmeyerkolv är dess stabila bas som gör att den inte välter så lätt och den smala halsen som minskar förångning. Den stora ytan i botten av flaskan underlättar också vid omrörning av innehållet.